# Сімоне де Сан-Бон
Сімоне Антоніо Пакорет де Сан-Бон (італ. Simone Antonio Pacoret de Saint-Bon, 20 травня 1828 року, Шамбері - 25 листопада 1892 року, Рим) - італійський адмірал, політик, міністр Військово-морських сил, сенатор декількох скликань.

## Біографія
Сімоне Антоніо Пакорет де Сан-Бон народився 20 травня 1828 року в Шамбері. У віці 14 років вступив до Морську школу в Генуї. Брав участь у всіх війнах за незалежність Італії, за що був нагороджений Савойським військовим орденом та Золотою медаллю «За військову доблесть» (за участь в битві біля Лісси).
У 1863 році видав твір «Роздуми про військовий флот» (італ. «Pensieri sulla marineria militare»), в якій обґрунтовував необхідність будівництва броненосців.
У 1873-1876 роках був міністром військово-морського флоту. На цій посаді розгорнув програму реорганізації флоту та будівництва нових кораблів. Зокрема, були закладені броненосці типу «Кайо Дуіліо», розроблені Бенедетто Бріном.
Сімоне де Сан-Бон був депутатом Сенату 4 скликань, міністром військово-морського флоту в урядах Марко Мінгетті, Джованні Джолітті та Антоніо Старабба.
Помер у Римі у 1892 році.

## Нагороди
- Кавалер Великого Хреста Ордена Святих Маврикія та Лазаря
- Кавалер Великого Хреста Ордена Корони Італії
- Офіцер Савойського військового ордена
- Золота медаль «За військову доблесть»
- Пам'ятна медаль за участь у війні за незалежність Італії.
- Пам'ятна медаль на честь об'єднання Італії.

## Вшанування
На честь Сімоне де Сан-Бона названий тип броненосців та головний корабель серії.